# Tomislav Židak
Tomislav Židak (Vugrovec, 1. siječnja 1953. – Zagreb, 13. travnja 2017.), bio je hrvatski športski novinar.

## Životopis
Tomislav Židak rođen je u Vugrovcu kraj Zagreba, 1953. godine. Nakon što je završio gimnaziju upisao je i studirao je pravo. Novinarstvom se počeo baviti 1975. godine i to u Studentskome listu.
Karijeru športskoga novinara započeo je 1977. godine u Sportskim novostima. Najviše pisao je o nogometu i nogometašima, zagrebačkome Dinamu i hrvatskoj nogometnoj reprezentaciji. Za Jutarnji list pisao je od 1999. do 2017. godine. U svome novinarskome poslu izvještavao je sa Zimskih olimpijskih igara u Sarajevu 1984. godine, te Olimpijskih igara u Seulu 1988., Barceloni 1992., Atlanti 1996., Sydneyu 2000., Ateni 2004., Pekingu 2008. i Londonu 2012. godine a također i s brojnih svjetskih i europskih nogometnih prvenstava.

## Djela
- Iz maksimirske šume: izabrane kolumne, Naklada Ljevak, Zagreb, 2004.
- Proljeće u Europi, EPH Media, Zagreb, 2011.
- Hrvatska do Brazila , EPH Media, Zagreb, 2014.
- Priče iz maksimirske šume 2, ur. Tomislav Juranović, Hanza media d.o.o., Zagreb, 2018.[4]

## Nagrade i priznanja
- 1982.: Nagrada Zvonimir Kristl. ↓1
- 1995.: Hrvatski zbor sportskih novinara proglasio ga je športskim novinarom godine.
- 2014.: Hrvatski zbor sportskih novinara proglasio ga je športskim novinarom godine.
- 2016.: Hrvatski zbor sportskih novinara dodijelio mu je Priznanje za intervju.[5] ↓2
- 2017.: Hrvatski zbor sportskih novinara posmrtno mu je dodijelio nagradu za životno djelo.[6]